# Воєнні злочини у Львівській області під час російсько-української війни
18 квітня 2022 року російські загарбники завдали 5 ракетних ударів по Львову. Одна з ракет поцілила у цивільний об'єкт — шиномонтаж. Попередньо загинуло 7 людей, 11 поранено, серед них 1 дитина.
1 червня російські окупанти завдали ракетного удару по транспортній інфраструктурі Стрийського району, щонайменше 5 осіб було поранено.
Окрім того, впродовж 2022 здійснювалися обстріли критичної і транспортної інфраструктури:
- 25 квітня було завдано ракетного удару по тяговій підстанції залізничної станції Красне[5].
- 3 травня внаслідок ракетного удару по Львову було пошкоджено три електропідстанції[6].
- 17 травня ворог здійснив ракетний удар по об’єкту інфраструктури регіональної філії «Львівська залізниця» у Яворівському районі[7].
- 10 жовтня під атакою опинилися об'єкти критичної інфраструктури Львова[8].
- 11 жовтня були завдані удари по енергетичній інфраструктурі Львова[9].
- 15 листопада ракети влучили у об'єкти критичної інфраструктури[10].
- 23 листопада були зафіксовані ракетні удари по електропідстанції у Львівській області[11].
- 29 грудня після ракетного удару стало відомо про влучання у електропідстанцію[12].

9 березня 2023 року під час масованого ракетного удару по території України, одна російська ракета впала на житлову зону в селі Велика Вільшаниця Золочівського району, загинуло 5 людей.
6 липня, Львів зазнав ракетної атаки. 7 з 10 ракет типу Калібр були збиті ППО, обламки яких впали у Золочівському та Львівському районах, інші потрапили у різні об'єкти на території міста. Приліт стався у «об'єкт критичної інфраструктури» та житловий будинок на вулиці Стрийській. Внаслідок удару по багатоповерхівці, загинуло 10 людей, 42 отримали поранення, серед них — три дитини.
29 грудня під час масованого ракетного удару по території України, сталось влучання на території міста, у багатоповерхівку на вулиці Хоткевича. Поруч було пошкоджено 10 інших житлових будинків, в тому числі 3 навчальні заклади розташовані поруч, один чоловік загинув, 19 людей отримали поранення.